# Guntersweiler
Guntersweiler (auch Gunterswiler oder Gunkertsweiler genannt) ist ein abgegangener Weiler auf der Gemarkung der Gemeinde Leutenbach im baden-württembergischen Rems-Murr-Kreis. Über die Geschichte der Wüstung ist nicht mehr viel bekannt.

## Lage
Guntersweiler befand sich zwischen Leutenbach und Weiler zum Stein an der ehemaligen Gemarkungsgrenze.

## Geschichte

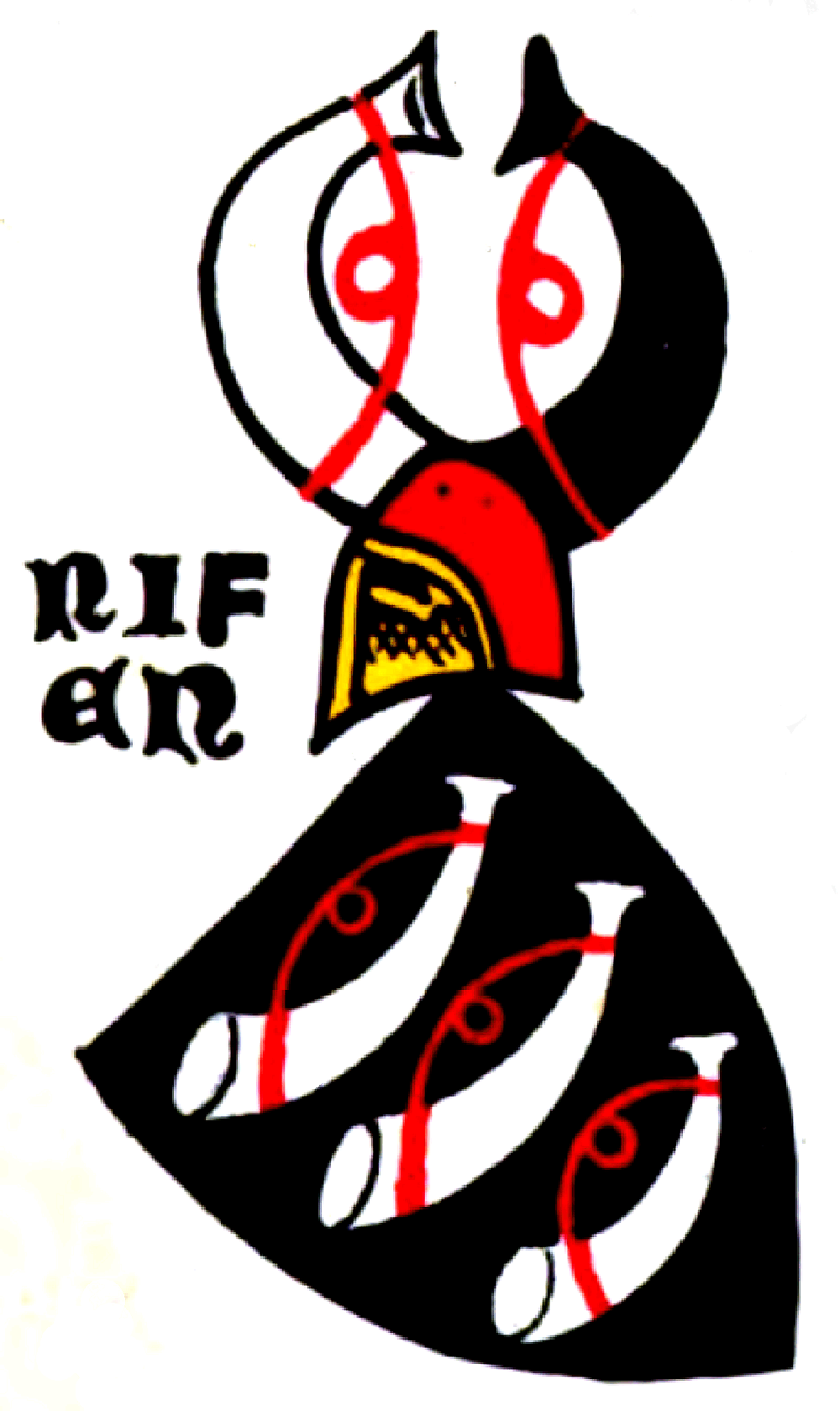
Wappen der Herren von Nifen (Neuffen)

Der Ortsname leitet sich von einem Mann mit dem altdeutschen Namen Gunther ab, welcher wahrscheinlich der Gründer oder Grundherr von Guntersweiler war.
Die Siedlung wurde erstmals in einer Urkunde vom 7. November 1272 als Gunterswiler erwähnt. In dieser Urkunde vermacht der Edle Heinrich von Nifen (Neuffen) mit Zustimmung seiner Söhne Albert und Berthold von Nifen einen Hof in Guntersweiler dem Spital in Esslingen, welchen er zuvor von einer Witwe von Ecke und deren Söhnen erworben hatte. Weiterhin verpflichtete sich Heinrich von Nifen, den Besitz nach Kräften zu schützen. Offenbar bestand der Ort zu dieser Zeit noch aus mehreren Höfen. Anfang des 14. Jahrhunderts (1304) bestand Guntersweiler wohl nur noch aus einem Hof, der von einem Bauern aus dem benachbarten Weiler zum Stein bewirtschaftet wurde. Wahrscheinlich war dieser Hof auch schon im Abgang begriffen, da es offenbar kein bewohnbares Haus mehr in Guntersweiler gab. Zu Beginn des 15. Jahrhunderts war der Hof im Besitz eines Hilprand. Im Jahre 1446 wurde Guntersweiler zum letzten Mal erwähnt. Zu jener Zeit bewirtschaftete ein Hans Klein den Hof, allerdings wohnte dieser ebenfalls nicht in dem Hof Guntersweiler selbst, sondern in Weiler zum Stein.

### Juristisches Nachspiel
Ende des 16. Jahrhunderts entbrannte ein Streit zwischen den Gemeinden Leutenbach und Weiler zum Stein um die Feldmark des ehemaligen Guntersweiler. Die Felder umfassten etwa  210 Morgen. Beide Gemeinden behaupteten, dass die 210 Morgen und damit die Steuereinnahmen ihnen gehören würden. 1708 schlossen die Gemeinden einen vorläufigen Vergleich. Der Rechtsstreit konnte jedoch erst im Jahre 1760 endgültig vor dem Hofgericht zu Tübingen beigelegt werden. In dem Vergleich von 1760 erhielt Weiler zum Stein den größeren Teil der strittigen Grundstücke und Leutenbach wurde für den Rechtsverlust mit 475 Gulden entschädigt.